# Helix anatolica
Helix anatolica is een slakkensoort uit de familie van de Helicidae. De wetenschappelijke naam van de soort is voor het eerst geldig gepubliceerd in 1891 door Kobelt.